# Palotai Erzsi
Palotai Erzsi (Nagyvárad, 1907. szeptember 24. – Budapest, 1988. augusztus 19.) magyar előadóművész, író, műfordító. Palotai Boris (1904–1983) húga, Komlós Aladár (1892–1980) felesége.

## Életpályája
Palotai (Pollák) Armand és Friedmann Margit (1880-1969) gyermekeként született zsidó családban. Kassán kereskedelmi tanfolyamot végzett. Egyetemi tanulmányait a prágai Károly Egyetemen végezte. 1928-tól Budapesten élt. Gépíróként dolgozott. Karrierjét énekléssel kezdte a Terézkörúti Színpadon. 1937. december 30-án Budapesten házasságot kötött Komlós Aladárral. 1944-ben koncentrációs táborba hurcolták. A második világháború után a Pódium Kabaré, illetve a Vígszínház tagja volt. 1956-ban tartotta első önálló estjét a Petőfi Színházban, és ettől kezdve csak önállóan volt látható.

## Művei
- Szerelem, fájdalom (regény, 1958)
- Igen (regény, 1971)
- Költők, versek, találkozások (emlékezések, 1974)
- Karambol (elbeszélések, 1978)
- Hosszú éjszaka (elbeszélés és tanulmány, 1982)
- Otthonaim (önvallomás, 1986)
- Arcok fényben és homályban (1986)

## Műfordításai
- Jan Drda: Néma barikád (elbeszélés, 1949)
- František Langer: A tőr és a gyermek (ifjúsági regény, 1950)
- Jan Drda: Úrkeze városka (1951, 1978)
- J. Marek: Falu a föld alatt (regény, Németh Lászlóval, 1951)
- Marie Majerová: Bányászballada (regény, 1952)
- Bozena Nemcova: A tizenkét hónap (képes meséskönyv, 1953)
- Jan Fucik: Utak és állomások (Réz Ádámmal, 1955)
- Jan Fucik: Üzenet az élőknek (cikkek, 1955)
- Ludvík Askenazy: Emberke (karcolatok, 1956)
- Jan Fucik: Riport az akasztófa tövéből (1965)

## Színházi szerepei
A Színházi Adattárban regisztrált bemutatóinak száma: 17.
- József Attila: József Attila-est....
- Heltai Jenő: Heltai Jenő irodalmi est....
- Radnóti Miklós: Radnóti est (Dalok tüzes szekerén sorozat)....
- Victor Hugo: Victor Hugó-est....
- Kosztolányi Dezső: Kosztolányi Dezső-est (Dalok tüzes szekerén sorozat)....
- Váci Mihály: Váci Mihály-est....

## Filmjei
- Tavaszi zápor (1932)
- Ítél a Balaton (1933)
- Mindent a nőért (1934)
- Nem szoktam hazudni (1966)

## Díjai
- Érdemes művész (1963)